# Consolidated Contractors Company
Consolidated Contractors Company (CCC) ist ein griechisches Unternehmen mit Firmensitz in Athen.
Gegründet wurde das Unternehmen 1952 im Libanon. Geleitet wurde CCC von den Unternehmern Hasib Sabbagh, der Januar 2010 verstarb, und Said Khoury. Rund 160.000 Mitarbeiter (Stand: 2008) sind bei CCC weltweit beschäftigt. CCC ist im Bauwesen tätig. Die Aktivitäten des Unternehmens liegen überwiegend in arabischen Ländern des Nahen Ostens und Nordafrikas.
1988 wurde die nordamerikanische Morganti Group übernommen. Ebenso sind die National Petroleum Construction Company mit Sitz in Abu Dhabi und die in Italien und im Vereinigten Königreich tätige Acwa Services and Sicon Teile der Unternehmensgruppe.